# 菲利普·布瓦斯
菲利普·布瓦斯（法語：Philippe Boisse，1955年3月18日—），法国男子击剑运动员。他曾参加1976年、1980年和1984年夏季奥运会击剑比赛，共获得2枚金牌和1枚银牌。
他的儿子埃里克·布瓦斯是2004年夏季奥运会男子重剑团体金牌得主。 